# Czerkasy (Lublin)
Pour les articles homonymes, voir Czerkasy.
Czerkasy (prononciation [t͡ʂɛrˈkasɨ]) est un village de la gmina de Łaszczów du powiat de Tomaszów Lubelski dans la voïvodie de Lublin, situé dans l'est de la Pologne.
Le village se situe à environ 2 kilomètres à l'ouest de Łaszczów (siège de la gmina), 24 kilomètres au nord-est de Tomaszów Lubelski (siège du powiat) et 113 kilomètres au sud-est de Lublin (capitale de la voïvodie).

## Administration
De 1975 à 1998, le village est attaché administrativement à l'ancienne voïvodie de Zamość.

Depuis 1999, il fait partie de la nouvelle voïvodie de Lublin.